# François Joseph Frédéric Roux
Pour les articles homonymes, voir Roux.
Pour les autres membres de la famille, voir Famille Roux (peintres de marine).
François Joseph Frédéric Roux est un hydrographe et peintre de marine français, né le 29 mars 1805 à Marseille et mort le 10 janvier 1870 au Havre.

## Biographie
D'une dynastie marseillaise de peintres de marines et hydrographes, Frédéric Roux est le fils d'Ange-Joseph Antoine Roux (1765-1835) et de Rose Élisabeth Gabrielle Catelin.
Il travaille dès son plus jeune âge dans l’atelier familial, où son père lui apprend l'art pictural ainsi que la construction navale et la navigation qui lui seront utiles dans ses portraits de bateaux. Sur les conseils d'Horace Vernet, il se rend à Paris faire son apprentissage dans l'atelier de ce dernier. Contrairement à ses frères, il voyage beaucoup dans différents pays (Russie, Norvège, etc), y réalisant des croquis.
Vers 1830, il s'établit dans la ville du Havre comme hydrographe et peintre. Il y épouse Joséphine Caroline de Baudoüin, fille de Nicolas de Baudoüin, officier de marine, et de Marie-Françoise Constantin. 
Le ministre de la Marine lui décerne une médaille d'or le 20 novembre 1844 pour avoir contribué à sauver des marins et passagers dans le port du Havre lors du naufrage des navires l' Estafette et l' Unique.
Ses portraits de bateaux sont aussi très nombreux ainsi que des aquarelles représentant la côte proche du Havre. Beaucoup de ses œuvres ont été reprises par des graveurs ou des lithographes.

## Œuvre

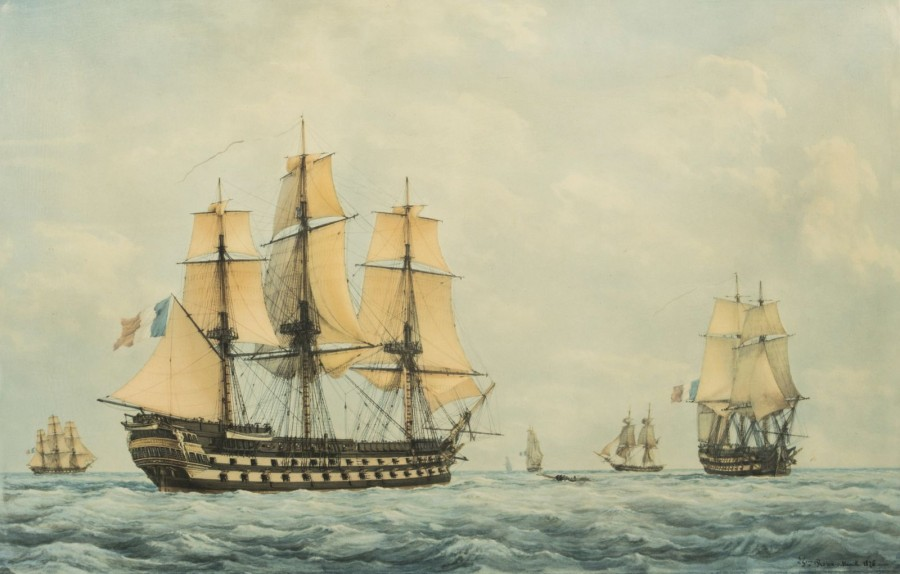
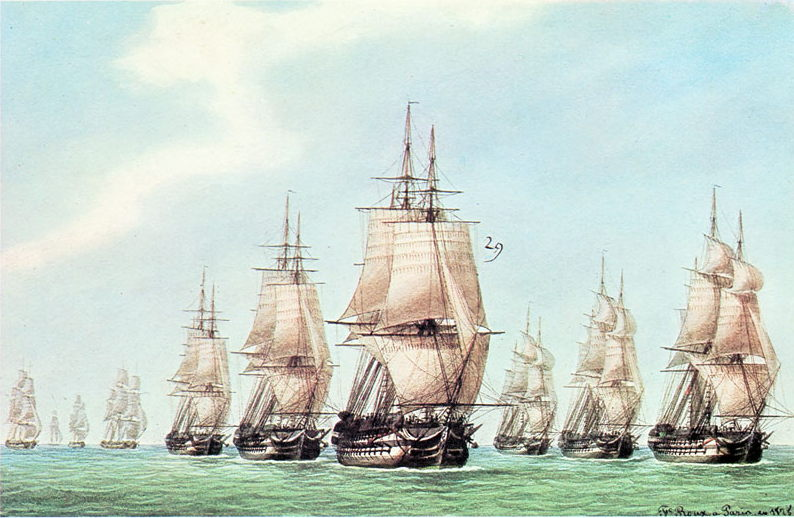
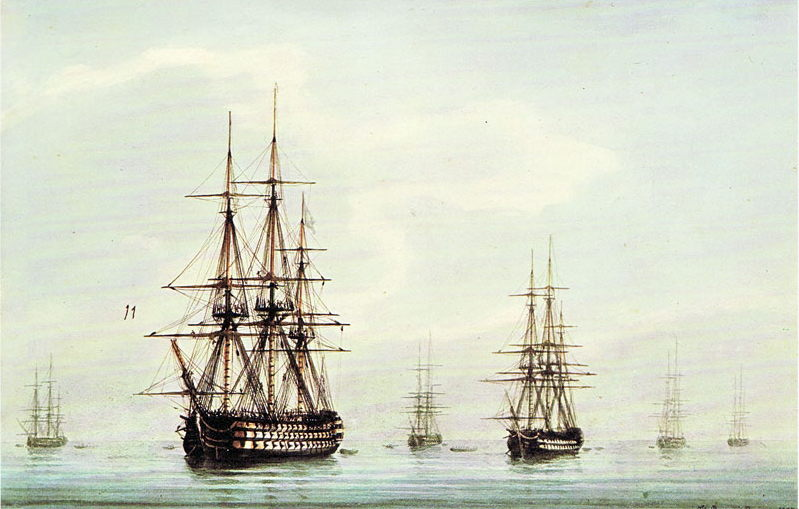
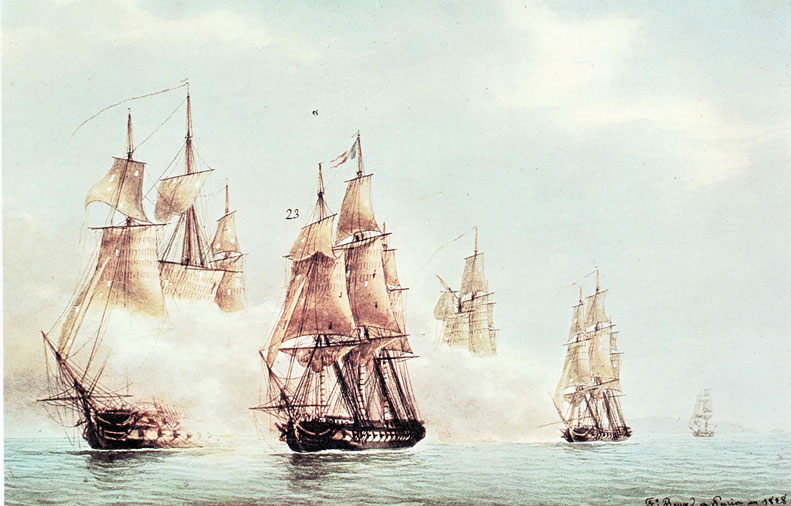
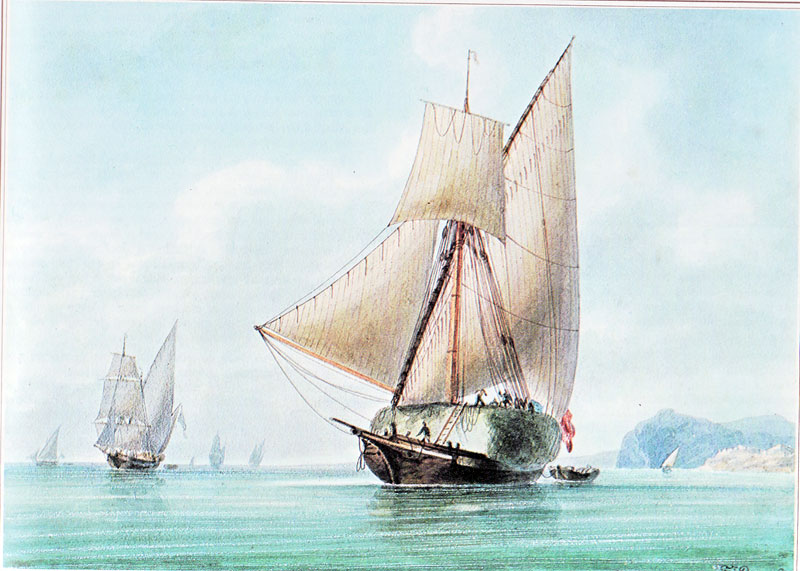
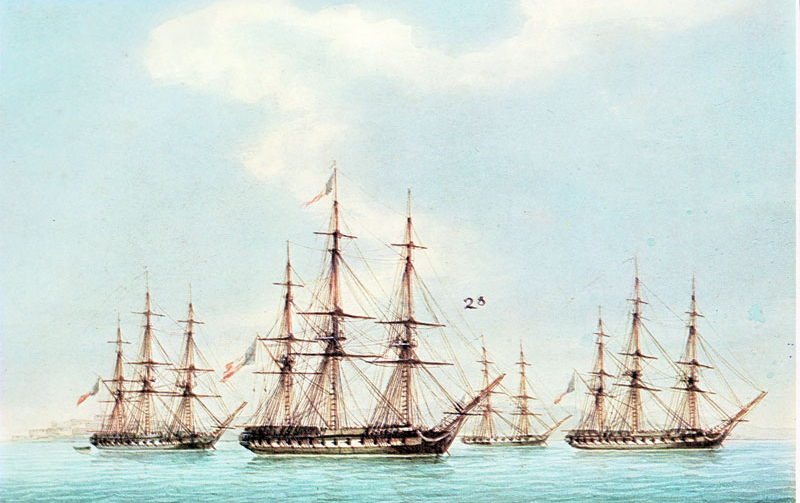
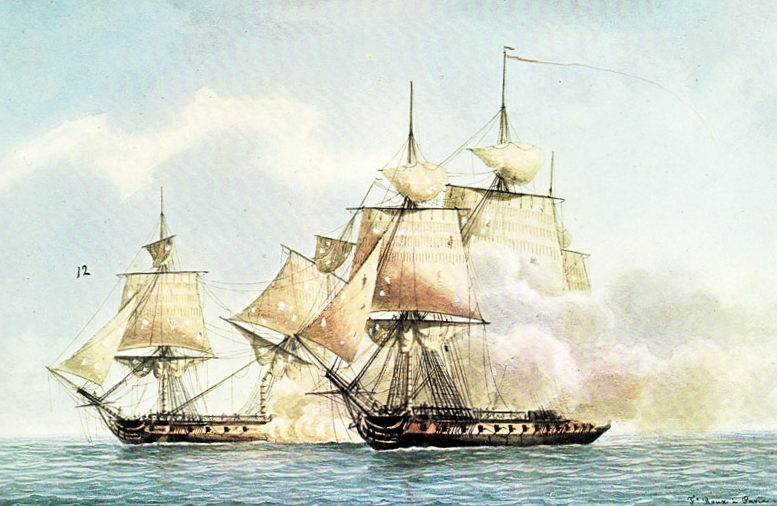

## Expositions
- 2005 : La ville de Saint-Briac-sur-Mer pour son 10e Festival d'Art organise au Couvent de la Sagesse une exposition :  Dix regards de peintres de marines consacrée à Édouard Adam (1847-1929), Étienne Blandin (1903-1991), Albert Brenet (1903-2005), Roger Chapelet (1903-1995), Lucien-Victor Delpy (1898-1967), Ernest Guérin (1887-1952), Marin-Marie (1901-1987), Mathurin Méheut (1882-1958), Joseph-Honoré Pellegrin (1793-1849) et aux Roux : Joseph (1725-1789), Antoine (1765-1835) et François Joseph Frédéric Roux (1805-1870).

### Sources
- Foster Smith, Philip Chaldwick, The artful Roux, Marine Painters of Marseille, Salem, Massachusetts, 1978, Peabody Museum of Salem
- Louis Brès, Une dynastie de Peintres de Marine, Antoine Roux et ses fils, Marseille, Librairie Marseillaise, 1883
- Bernard Cousin, Les Roux, Peintres d'ex-voto marins, Centre méridional de l'Université de Provence (Aix-en-Provence)
- Département du Patrimoine Culturel de la CCI de Marseille-Provence : L 09 « Fonds Roux », 1728-1843 : archives de négociants, affaires maritimes et commerciales (L 09-06)
- Philippe de Ladebat, Les ex-voto marins peints : les Roux de Marseille, Arts et Histoire, Librairie IDF, 2007